# Alfred Dorfer

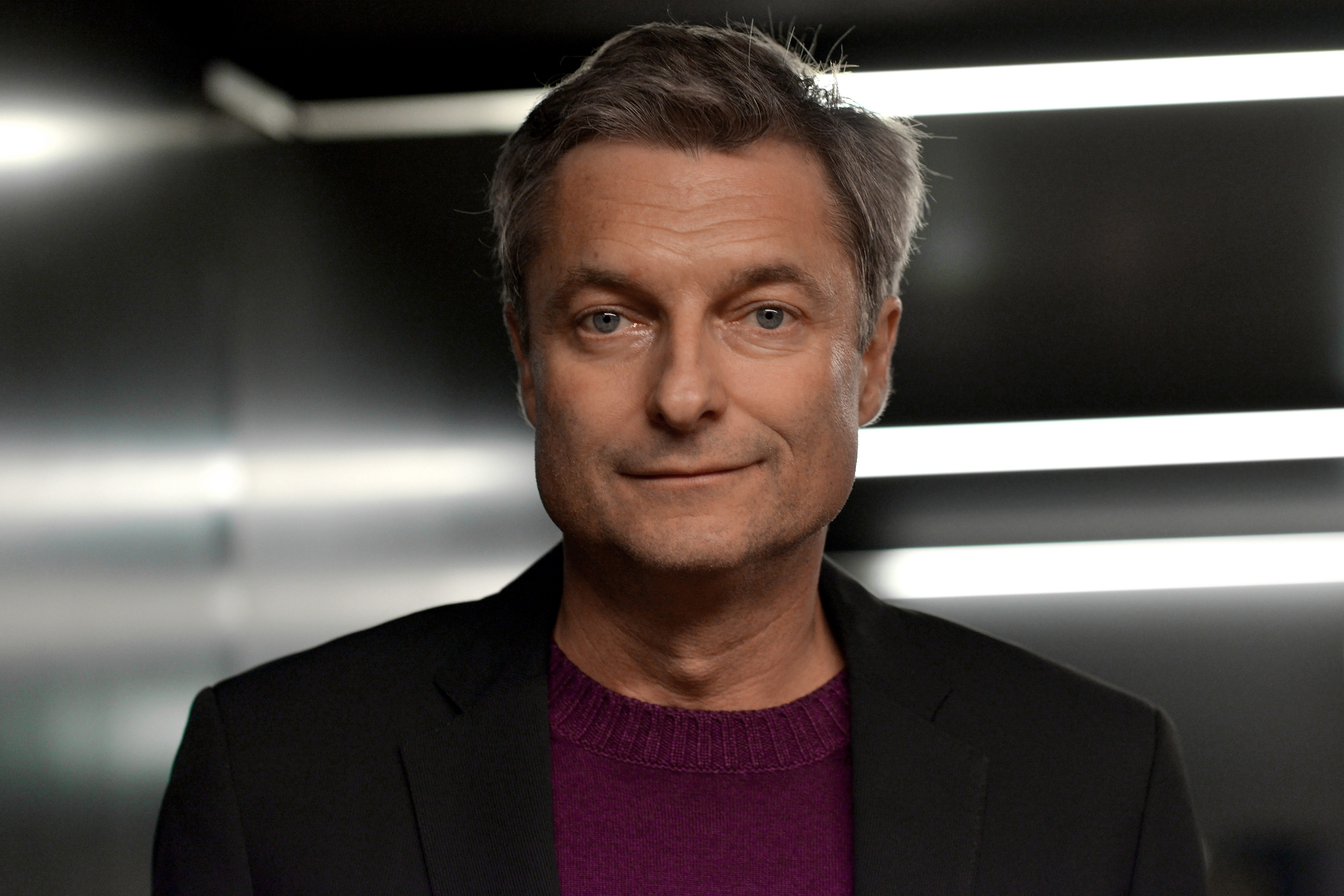
Alfred Dorfer (2014)

Alfred Dorfer (* 11. Oktober 1961 in Wien) ist ein österreichischer Kabarettist und Schauspieler.
Er gehört zu den bekanntesten Kabarettisten Österreichs, nicht zuletzt aufgrund seines Engagements bei zahlreichen österreichischen Filmproduktionen. Nach ersten Erfolgen mit der Gruppe Schlabarett erlangte er neben Josef Hader als Hauptdarsteller im Film Indien überregionale Bekanntheit.

## Ausbildung
1980 machte Alfred Dorfer die Matura und begann, als er am Reinhardt-Seminar nicht aufgenommen wurde, Theaterwissenschaft und Germanistik an der Universität Wien zu studieren. Zwei Jahre später brach er das Studium ab, um bei Herwig Seeböck und Reinhard Tötschinger eine Schauspielausbildung zu beginnen.
Im Jahre 2005 nahm er das Studium wieder auf und schloss es 2007 mit dem Magistergrad ab. Während er sich in seiner Diplomarbeit (Titel: Kabarett und Totalitarismus) mit dem Nationalsozialismus und der DDR auseinandersetzte, erweiterte er das Thema in seiner Dissertation auf den Faschismus in Italien und das Vichy-Regime in Frankreich. Der Titel seiner 2011 abgeschlossenen Doktorarbeit lautet Satire in restriktiven Systemen Europas im 20. Jahrhundert.

## Theater
Dorfer wandte sich 1982 der Schauspielerei zu und engagierte sich 1983 am Theater in der Josefstadt mit Christinas Heimreise, 1989 dann in Rikiki (Cami) bei den Wiener Festwochen. 1990 übernahm er die Regie bei Educating Rita mit Seeböck/Mottl für das Volkstheater in den Außenbezirken, im Jahr darauf folgte das Theaterstück Indien, das er gemeinsam mit Josef Hader verfasst hatte und das mit dem Hauptpreis des Österreichischen Kleinkunstpreises ausgezeichnet wurde.

## Kabarett

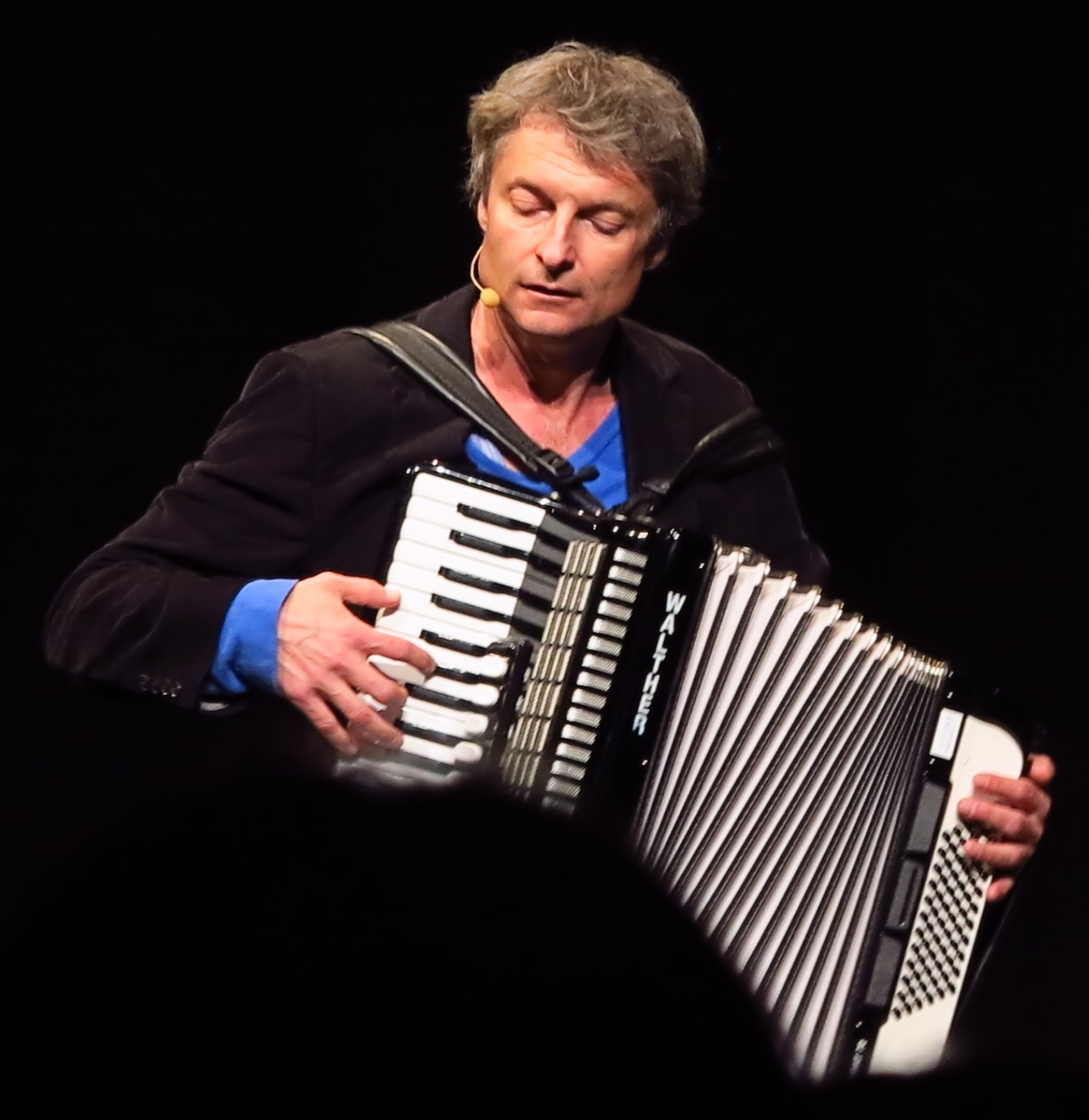
Soloprogramm bisjetzt 2012

Nach ersten Erfolgen mit der Kabarettgruppe Schlabarett seit 1984 trat Dorfer 1989 zusammen mit Josef Hader im gemeinsamen Kabarettprogramm Freizeitmesse auf. Ab 1993 entstanden die ersten drei Soloprogramme Alles Gute, Ohne Netz und Badeschluß. Nach einer ausgedehnten Tournee durch Österreich und Deutschland folgte im Jahr 2000 sein viertes Soloprogramm heim.at, das 2002 mit dem Deutschen Kleinkunstpreis ausgezeichnet wurde. Die Premiere von fremd im Münchener Lustspielhaus hatte Dorfer am 14. März 2006, ab Ende 2010 tourt er mit dem Programm bisjetzt, womit er unter anderem im Dezember 2011 am 20. Arosa Humor-Festival auftrat. Von 2017 bis 2024 führte Dorfer sein Programm und... auf. 
Am 40 Jahrestag seines ersten Kabarettauftritts, dem 29. Februar 2024, hatte sein kabarettistisches Ein-Mann-Theater GLEICH Premiere im Lustspielhaus München. Im Oktober desselben Jahres fand dessen Wien-Premiere im Stadtsaal statt.

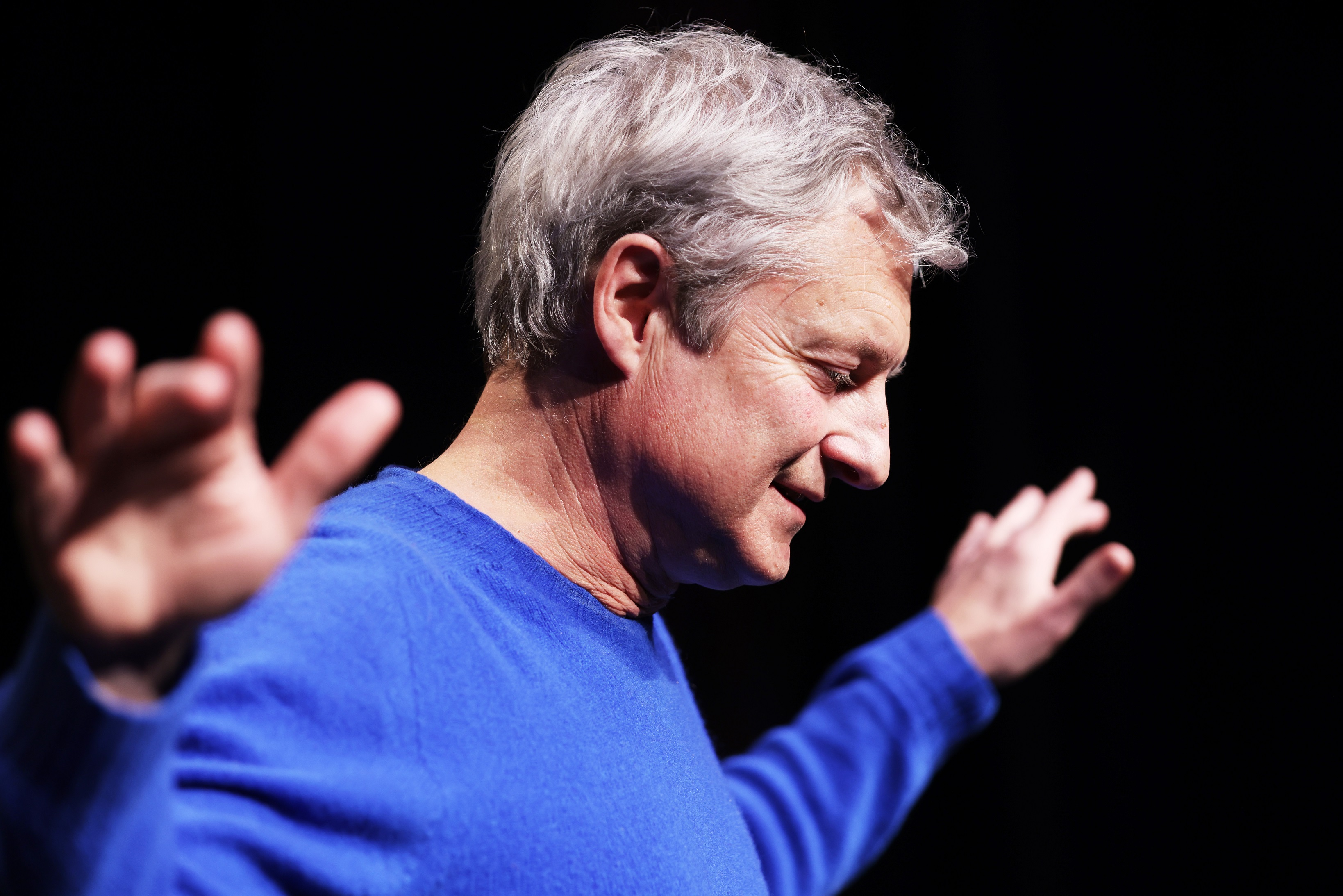
Alfred Dorfer, 2024

### Programme
- GLEICH (2024)
- und... (2017)
- bisjetzt bzw. bisjetzt – solo (2010)
- fremd (2006)
- heim.at (2000)
- Badeschluß (1996)
- Ohne Netz (1994)
- Alles Gute (1993)

## Film und Fernsehen
1993 bekleidete Alfred Dorfer neben Josef Hader eine der Hauptrollen im Film Indien unter der Regie von Paul Harather. Das Drehbuch verfassten beide Darsteller auf Basis ihres gleichnamigen Bühnenstücks. Im Jahr darauf folgte der Kinofilm Muttertag und 1995 Freispiel unter der Regie von Harald Sicheritz. Danach übernahm er in Qualtingers Wien die Hauptrolle. Im Jahr 1999 folgte der Kinofilm Wanted und 2003 Ravioli. Bis auf Qualtingers Wien verfasste er für alle genannten Filme auch das Drehbuch oder arbeitete daran mit, die stets ein von Dorfer alleine oder mit seinen Kolleginnen verfasstes Bühnenstück als Ausgangsbasis hatten.
1998 startete die Fernsehsitcom MA 2412, in der Dorfer die Figur des Herrn Weber darstellte. 2003 fand die Serie mit dem Kinofilm MA 2412 – Die Staatsdiener ein vorläufiges Ende. Als „Weber & Breitfuß“ kehrten die beiden Hauptfiguren 2022 für zwei Folgen aus der Pension zurück auf die Bildschirme.
Von 2004 bis 2010 war Dorfer Gastgeber der satirischen Late-Night-Show Dorfers Donnerstalk, die auf ORF 1 und im Nachtprogramm von 3sat ausgestrahlt wurde. 
Bei der ORF-Late-Night-Show Gute Nacht Österreich ist er in unterschiedlichen Rollen Gast bei Peter Klien.

## Filmografie
- 1992: Robertas Sohn (Kurzfilm)
- 1992: Cappuccino Melange (Fernsehfilm)
- 1993: Muttertag – Die härtere Komödie
- 1993: Indien
- 1995: Freispiel
- 1998: Qualtingers Wien (Fernsehfilm)
- 1998: Hinterholz 8
- 1998–2002: MA 2412 (Fernsehserie, alle Folgen)
- 1999: Wanted
- 2002: Poppitz
- 2002: Natur im Garten (Fernsehserie, Folge 1x01 Die nackte Wahrheit)
- 2003: Ravioli
- 2003: MA 2412 – Die Staatsdiener
- 2007: Freigesprochen
- 2009: Das Zimmer im Spiegel (Stimme)
- 2009: Fremd
- 2010: 3faltig
- 2013: Tatort – Zwischen den Fronten (Fernsehreihe)
- 2013: Bad Fucking
- 2022: Weber & Breitfuß
- 2024: Hubert ohne Staller – Dem Himmel ganz nah

## Veröffentlichungen
Alfred Dorfer hat beinahe all seine bisherigen Programme auf VHS, DVD bzw. CD veröffentlicht. Außerdem existieren zwei Best-of-CD-Veröffentlichungen namens Eins und Zwei. Zu den Filmen Muttertag und Freispiel wurden Musik-CDs veröffentlicht, an deren Produktion Dorfer beteiligt war. Auch liegen alle Staffeln der Sendung Dorfers Donnerstalk auf DVD vor.

## Auszeichnungen
- 2002 erhielt er den Deutschen Kleinkunstpreis in der Sparte Kabarett.
- 2008 erhielt er den Bayerischen Kabarettpreis 2009, da er laut dem Bayerischen Rundfunk legendär für seinen bitterbösen Humor und seinen gnadenlosen Blick sei.
- 2016 wurde er mit dem Schweizer Kabarett-Preis Cornichon ausgezeichnet.[5]
- 2017 wurde er beim Deutschen Kabarettpreis mit dem Hauptpreis 2016 ausgezeichnet.[6]

## Sonstiges
- Alfred Dorfer ist ein großer Fan des Fußballklubs FK Austria Wien, dessen Spiele er seit Kindertagen regelmäßig besucht. Zur 90-Jahr-Feier des Klubs produzierte er ein kabarettistisches Video, in dem er die Geschichte der Austria – teilweise humoristisch und selbstironisch – Revue passieren ließ. Er stand der damaligen Klubführung unter Frank Stronach kritisch gegenüber, was sich in Dorfers Donnerstalk mit einer eigenen „Stronach-Folge“ zeigte.

- Seit dem Wintersemester 2001/02 gibt es das Alfred-Dorfer-Stipendium, das alleinerziehenden Studierenden in finanzieller Notlage die Studiengebühren ersetzt. Die finanziellen Mittel dieses Stipendiums werden von Alfred Dorfer nach seinen Auftritten in Form von Spenden gesammelt, von ihm aufgestockt und der ÖH zweckgebunden zur Verfügung gestellt.

- Während der Covid19-Pandemie arbeitete Dorfer zweieinhalb Jahre lang als Gemüseverkäufer an einem Marktstand.[7]

## Belege
1. ↑  Alfred Dorfer. In: kabarettarchiv.at. Abgerufen am 29. Mai 2021.
2. ↑  br-online: Alfred Dorfer, Kabarettist, im Gespräch mit Dr. Wolfgang Habermeyer (Download als PDF-Datei; 52 kB), 5. November 2007.
3. ↑  Dissertation von Alfred Dorfer (PDF), Universität Wien, abgerufen am 19. Dezember 2022.
4. ↑  Birgit Braunrath: Dorfer: "Mir ist viel zugeflogen". In: Kurier (Tageszeitung). 5. Dezember 2011, abgerufen am 11. Januar 2017.
5. ↑   Oltner Kabarett-Tage 2016 (Memento vom 4. März 2016 im Internet Archive)
6. ↑  Deutscher Kabarett-Preis wird an Alfred Dorfer verliehen. Artikel vom 14. Jänner 2017, abgerufen am 14. Jänner 2017.
7. ↑  Alfred Dorfer: "Ich bin nicht der Jesus von Mariahilf!" In: derStandard.at. 16. Oktober 2024, abgerufen am 16. Oktober 2024.

| Personendaten    | Personendaten                                 |
| ---------------- | --------------------------------------------- |
| NAME             | Dorfer, Alfred                                |
| KURZBESCHREIBUNG | österreichischer Kabarettist und Schauspieler |
| GEBURTSDATUM     | 11. Oktober 1961                              |
| GEBURTSORT       | Wien, Österreich                              |